# Association FC
Association FC was een Peruviaanse voetbalclub uit de hoofdstad Lima. 

## Geschiedenis
De club werd opgericht in 1897. De club speelde in 1912 en 1913 in de eerste twee seizoenen van de hoogste klasse. In het eerste seizoen werd de club vicekampioen achter Lima Cricket. Na een vierde plaats in 1913 trok de club zich terug uit de competitie. 
In september 1927 fuseerde de club met Unión Ciclista Peruana en werd zo Club Ciclista Lima Association. 